# Навратиль, Мишель Марсель
Мишель Марсель Навратиль (фр. Michel Marcel Navratil, 12 июня 1908 — 30 января 2001) — один из выживших пассажиров океанского лайнера «Титаник», который затонул 15 апреля 1912 года в Атлантическом океане. Мишель и его брат Эдмон (1910—1953) были известны, как «Titanic Orphans» (рус. Сироты «Титаника»), потому что единственный сопровождающий их взрослый — их отец, — погиб, и братьев, в силу их возраста, не сразу смогли идентифицировать. Мишель Навратиль умер в возрасте 92 лет последним среди выживших мужчин.

## Ранние годы
Мишель Навратиль родился 12 июня 1908 года в Ницце. Отец Мишель (Михай) Навратиль-старший (1880 — 15 апреля 1912) был словацким эмигрантом, который родился в Середе (когда существовало Королевство Венгрия), затем перебрался в Венгрию, а оттуда — в Ниццу, где стал работать портным. Мать Марчелла Каретто (умерла в 1974 году) была итальянкой. Родители поженились в Лондоне 26 мая 1907 года. У Мишеля был младший брат Эдмон Роже Навратиль, который родился 5 марта 1910 года.
Брак родителей оказался непрочным. Бизнес отца стал разваливаться, а сам он начал подозревать жену в измене. В начале 1912 года Мишель и Марчелла разошлись и право опеки над сыновьями досталось Марчелле, однако она разрешила Мишелю забрать детей к себе на Пасху. Позже, когда она приехала за ними, то обнаружила, что все трое исчезли. Мишель решил эмигрировать в США и захватил детей с собой. После краткого пребывания в Монте-Карло он с детьми перебрался в Англию, где в Лондоне на время остановился в Отеле Чаринг-Кросс.

## «Титаник»

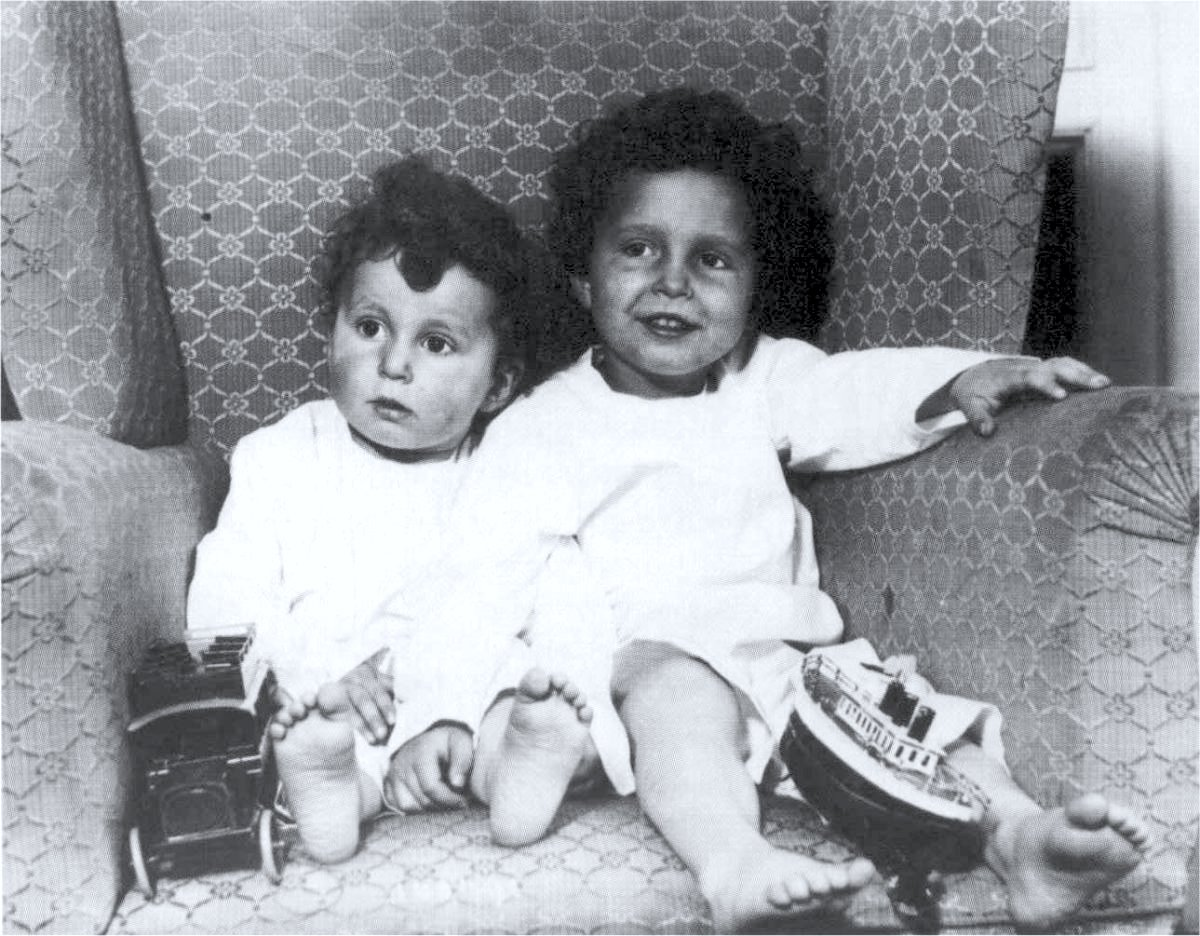
Мишель (справа) и Эдмон на фотографии, сделанной для попытки установления их личностей после катастрофы.

Во время катастрофы Мишелю было три года, Эдмону — два. Мишель запомнил все четыре дня пути, как «ощущение полного благополучия». На борт «Титаника» Навратили взошли в качестве пассажиров 2-го класса, но ради подстраховки билеты были зарегистрированы на имя Луиса М. Хоффмана (Louis M. Hoffman) и его сыновей Луиса (Мишель) и Лото (Эдмон). Фальшивое имя было взято от друга, который помог Мишелю-старшему уехать из Франции. Перед попутчиками Мишель изображал вдовствующего отца-одиночку и говорил, что «миссис Хоффман» умерла. На протяжении всех четырёх дней он не расставался с детьми, играя с ними на передней палубе, чтобы они всегда были в поле его зрения. Вольность он позволил себе только один раз, когда попросил их соседку по обеденному столу 17-летнюю швейцарку Берту Лейманн (спаслась), которая знала по-французски, но не по-английски, присмотреть за мальчиками, пока он будет играть в карты. Во время пути Мишель-старший послал в Венгрию телеграмму своей матери, в которой спрашивал, сможет ли его сестра с мужем принять мальчиков в случае чего; очевидно, это было запасным планом на тот случай, если они не смогли бы устроиться в Америке.

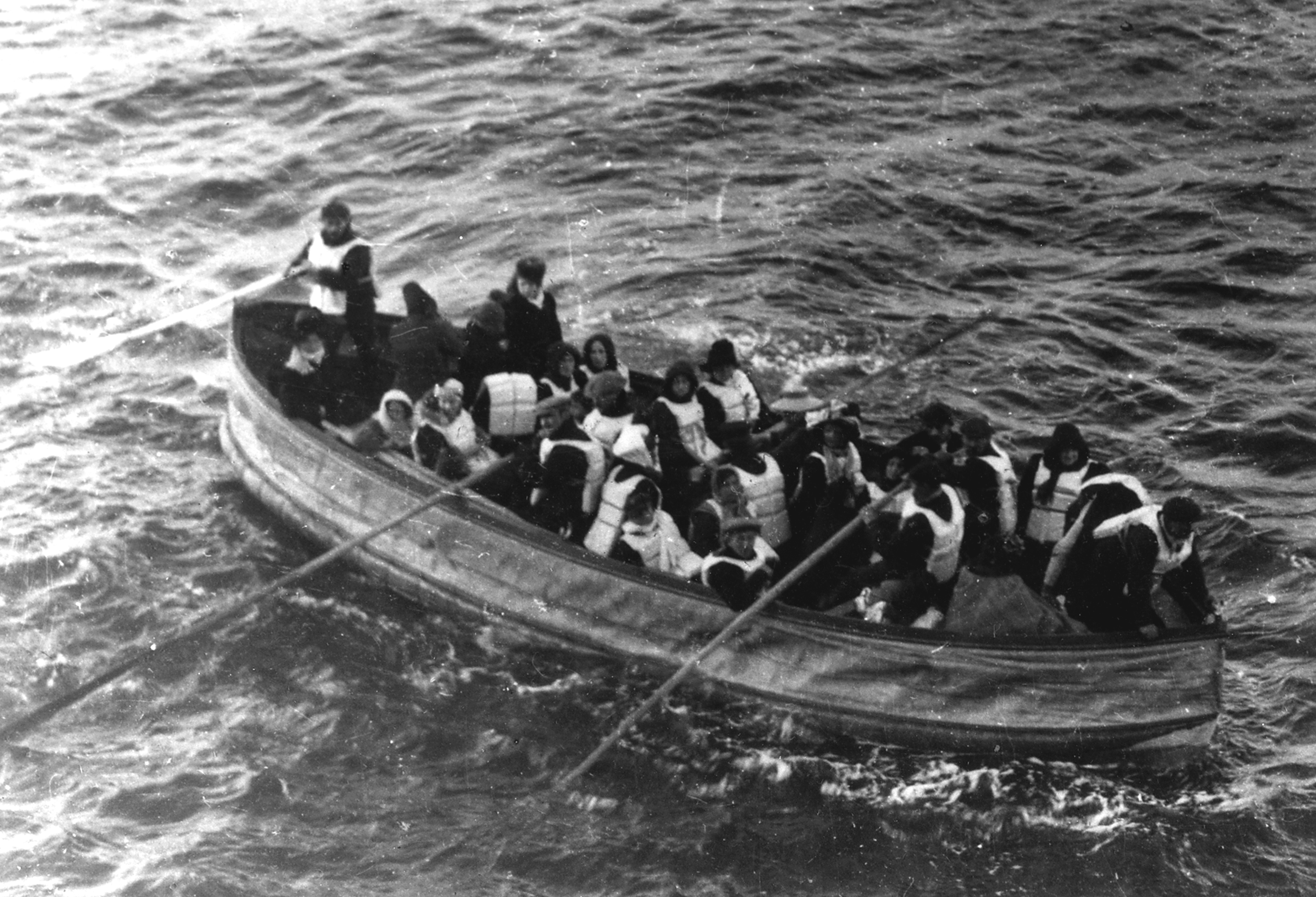
Шлюпка D, заснятая одним из пассажиров «Карпатии».

Хотя Мишелю было три года, он хорошо запомнил многие эпизоды катастрофы. Во время столкновения с айсбергом он и Эдмон спали. «Мой отец вошел в нашу каюту, где мы спали. Он очень тепло одел меня и взял на руки. Незнакомец [который был вместе с ним] сделал то же самое для моего брата. Когда я думаю об этом сейчас, то я очень тронут. Они [отец и незнакомец] знали, что умрут». Мишель и Эдмон спаслись в последней, спущенной на воду, складной шлюпке D. Поскольку Чарльз Лайтоллер выставил вокруг шлюпки оцепление из матросов, чтобы в шлюпку могли садиться только женщины и дети, Мишель-старший сумел передать детей на руки пассажирке 1-го класса 24-летней Маргарет Бештейн Хэйс. Позже Мишель вспоминал, что последним, что он услышал от отца, было: «Мой малыш, когда ваша мать найдёт вас, а она, конечно же, найдёт, скажи ей, что я любил её нежно и люблю до сих пор. Скажи ей, что я ожидал, что она поедет за нами, чтобы мы могли счастливо жить вместе в условиях мира и свободы в Новом Свете». Тело Мишеля Навратиля-старшего было пятнадцатым, которое подобрало судно «Маккей-Беннет». Выдержка из отчёта:

№ 15, МУЖСКОЙ, ПРЕДПОЛАГАЕМЫЙ ВОЗРАСТ — 36 ЛЕТ, ЧЁРНЫЕ ВОЛОСЫ И УСЫ.
ОДЕЖДА — Серое пальто с зелёной подкладкой; коричневый костюм.
ИМУЩЕСТВО — Карманная книга; золотые часы и цепь; кошелек с £6; квитанция от „Thos. Cook & Co.“ ; билет; курительная трубка; револьвер (заряженный); монеты; ключи, и т.д.; счёт для Отеля Чаринг-Кросс (Комната 126, апрель 1912).
Второй класс.
ИМЯ — ЛУИС М. ХОФФМАН.
Как и остальные, Мишель-старший 15 мая 1912 года был захоронен в Галифаксе, но из-за того, что его вымышленная фамилия по звучанию напоминала еврейскую, его похоронили не на кладбище Фервью, а на Барон-де-Хёрш.

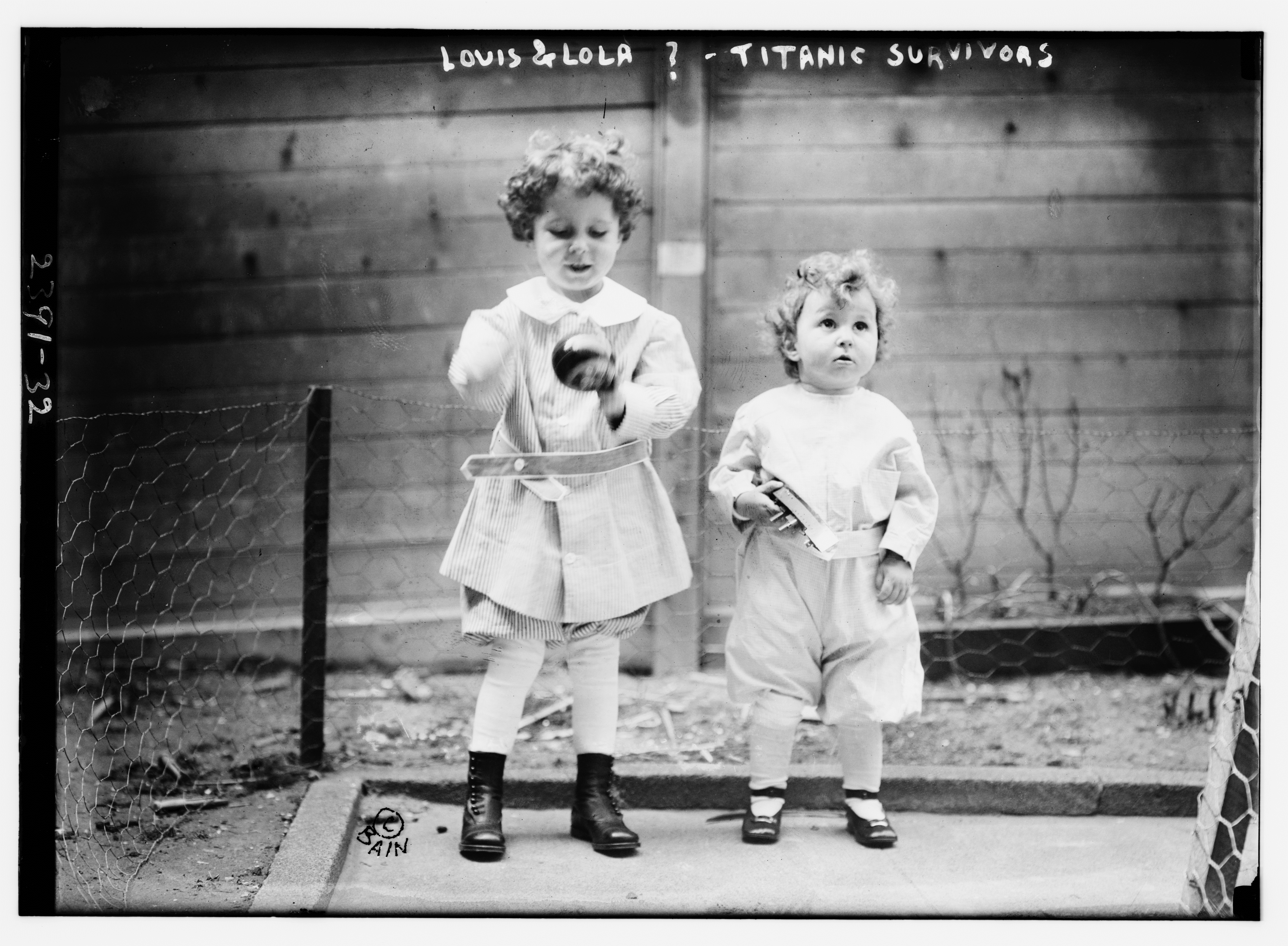
Другая фотография братьев, опубликованная 22 апреля. Поскольку Мишель-старший за время пути часто называл сыновей вымышленными именами, которые были даны при регистрации, то это фото указывает их, как «Луи» и «Лола».

Момент потопления «Титаника» Мишель не запомнил, он и Эдмон заснули по мере того, как шлюпка удалялась от тонущего корабля. В следующий раз Мишель проснулся, когда на горизонте показалась «Карпатия». Всё то время, что они провели в шлюпке D, пассажир 1-го класса Хью Вулнер кормил Мишеля печеньем. На борт их подняли в мешках. Так как они были совсем маленькими и не говорили по-английски, их не могли идентифицировать, а поскольку их отец утонул, то Мишель и Эдмон были единственными никем не опознанными детьми среди выживших, и поэтому пресса нарекла их «Titanic Orphans». Маргарет Бештейн Хэйс, которой Мишель-старший передал мальчиков при посадке в шлюпку, говорила по-французски и на время приютила братьев у себя дома в Нью-Йорке на 304 Уэст 83 Стрит. Позже Марчелла Навратиль узнала сыновей на фотографиях в газетах и, при содействии «White Star Line», приехала в Нью-Йорк, где 16 мая воссоединилась с мальчиками. Они отправились обратно во Францию на борту «Океаника».

## Дальнейшая судьба
На протяжении всей жизни Мишель Навратиль утверждал, что схватка со смертью в столь юном возрасте и потеря отца сильно повлияли на его мыслительные процессы. Будучи в университете, в 1933 году Мишель женился на своей однокурснице. В конечном итоге он стал преподавателем философии. Факт, что некоторые богатые пассажиры из первых двух классов «покупали» себе места в шлюпках, Мишель прокомментировал позже так: «Мы оказались рядом с дочерью американского банкира, которая сумела спасти свою собаку — и никто не возражал против этого. Между людьми на корабле существовали огромные имущественные различия, и позже я понял, что если бы мы не были во втором классе, мы бы погибли. Выжившие чаще всего оказывались обманщиками и агрессорами, у честных же не было ни единого шанса».
В 1987 году Мишель приехал в Уилмингтон, чтобы отметить с остальными выжившими 75-ю годовщину катастрофы. Это был его первый визит в США после 1912 года. Спустя год Мишель присоединился к десяти живым на тот момент спасённым в «Историческом обществе Титаника» в Бостоне. В 1996 году Мишель вместе с Элеанорой Айлин Джонсон и Эдит Хэйсмен отправился в круиз к месту трагедии, где тогда были предприняты попытки поднять на поверхность крупную часть корпуса судна. 27 августа того же года Мишель, перед возвращением во Францию, приехал в Канаду и впервые посетил могилу отца спустя 84 года. Остаток своей жизни он прожил в Монпелье и умер 30 января 2001 года.
Эдмон работал декоратором, затем стал архитектором и строителем, он тоже был женат. Во время Второй мировой войны он вступил в ряды французской армии и попал в плен, сумел сбежать, однако сильно подорвал здоровье и умер в 1953 году в возрасте 43 лет.
Дочь Мишеля Элизабет, оперный директор, является автором книги «Les enfants du Titanic» (рус. Дети Титаника), в которой рассказывает о печальном путешествии её отца, дедушки и дяди.